# شهرستان فرانکلین (آرکانزاس)
شهرستان فرانکلین، آرکانزاس (به انگلیسی: Franklin County, Arkansas) شهرستانی در ایالات متحده آمریکا است که در آرکانزاس واقع شده‌است.